# Zeig uns Deine Stimme!
Zeig uns Deine Stimme! (bis Staffel 2: I Can See Your Voice) ist eine deutsche Unterhaltungsshow bei RTL. Sie basiert auf dem gleichnamigen südkoreanischen Programm. Ein Kandidat muss mithilfe eines prominenten Rateteams herausfinden, ob ein vorgestellter Sänger singen kann oder nicht.

## Konzept
Einem Gastkünstler und zwei Kandidaten werden acht „Mystery-Sänger“ in verschiedenen Rollen, z. B. als Fitness-Model, Karnevals-Jeck oder Krankenschwester, vorgestellt – einige von ihnen sind gute Sänger, andere sind schlecht. Die Kandidaten müssen versuchen, schlechte Sänger aus der Gruppe zu entfernen, indem sie erraten, wer sie sind, ohne sie singen zu hören. Sie erhalten in vier Runden Unterstützung durch ein fünfköpfiges Promi-Rateteam. Letztendlich müssen jedoch die Kandidaten am Ende jeder Runde ein bis zwei Sänger eliminieren, der bzw. die dann auf der „Bühne der Wahrheit“ auftreten. Am Ende wird der siegreiche Mystery-Sänger durch ein Duett mit einem der Gastkünstler als gut oder schlecht entlarvt.

### Preis
Es gibt 25.000 € zu gewinnen: Ist der Mystery-Sänger, der am Ende mit dem Gastkünstler im Duett singt, ein guter Sänger, bekommen die Kandidaten das Geld – vorausgesetzt, sie riskieren es, auf ihn als guten Sänger zu wetten. Ist der Mystery-Sänger schlecht, gehen die Kandidaten leer aus. Die Kandidaten haben aber auch die Möglichkeit, das bis dahin erspielte Geld mit nachhause zu nehmen. In diesem Fall ist es für sie unerheblich, ob der letzte verbleibende Mystery-Sänger gut oder schlecht singt.

## Runden
Auf der Bühne stehen acht Personen als Mystery-Sänger, die lediglich mit ihren Rollennamen angesprochen werden, um ihre Identität bis zur Wahrheitsfindung zu verbergen. Am Ende jeder Runde müssen die Mystery-Sänger, die ausscheiden, auf der Bühne der Wahrheit beweisen, ob sie singen können oder nicht.

### Runde 1: Der erste Eindruck
Der Kandidat und der Gastkünstler bekommen Zeit, um die Mystery-Sänger äußerlich zu begutachten. Anschließend muss der Kandidat allein aufgrund des Aussehens einen Mystery-Sänger auswählen, den er für einen schlechten Sänger hält und der somit ausscheidet.

### Runde 2: Lip-Sync
Jeder Mystery-Sänger singt lippensynchron einen Song, der im Vollplayback abgespielt wird. Gute Sänger ahmen die eigenen Stimmen nach, während schlechte Sänger die Stimmen anderer nachahmen. Es treten von den sechs verbliebenen Mystery-Sängern je drei Sänger in zwei Teilgruppen an; der Kandidat muss aus jeder Teilgruppe einen (also insgesamt zwei) Mystery-Sänger auswählen, den er für einen schlechten Sänger hält und der somit ausscheidet.

### Runde 3: Fakt oder Fake
Über jeden der vier verbliebenen Mystery-Sänger wird ein Video über sein (angebliches) Leben gezeigt, um den Kandidaten und den Gastkünstler vom eigenen Gesangstalent zu überzeugen, wobei die Stimmen der Mystery-Sänger jedoch verzerrt sind. Der Kandidat muss aus diesen vier Mystery-Sängern zwei auswählen, die er für schlechte Sänger hält und die somit ausscheiden.

### Runde 4: Das Kreuzverhör
Der Gastkünstler und der Kandidat, aber auch das Promi-Rateteam bekommen pro Mystery-Sänger 60 Sekunden Zeit, um die zwei verbliebenen Mystery-Sänger über ihr (angebliches) Leben auszufragen, bevor sie die endgültige Entscheidung treffen, wen sie für einen schlechten Sänger halten und wer somit ausscheidet.

### Finale
Der letzte verbleibende Mystery-Sänger singt im Duett mit dem Gastkünstler, wobei sich herausstellt, ob er ein guter oder schlechter Sänger ist.

## Produktion
Die Sendung wird von Tresor Productions, einem Unternehmen von Keshet International, produziert. Das Mitarbeiterteam wird von Regisseur Bastien Angemeer geleitet, zusammen mit Produzentin Tina Allert und ausführendem Produzenten Tobias Cullmann.

### Dreharbeiten
Die Aufzeichnungen von Staffel 1 fanden in den MMC Studios in Ossendorf, einem Stadtteil im Nordwesten Kölns, statt und begannen am 30. Juli 2020. Die Ankündigung von RTL kam im Oktober, als beschlossen wurde, die Produktion für Staffel 2 im Jahr 2021 wieder aufzunehmen, nachdem sich die beiden Sendungen der ersten Staffel als erfolgreich erwiesen hatten. Seit Staffel 2 wurde die Show unter erweiterten Sicherheits- und Hygienemaßnahmen aufgezeichnet, die aufgrund der COVID-19-Pandemie zu beachten waren.
Zwei Folgen wurden abgeschlossen, bevor die Produktion wegen der Pandemie eingestellt wurde. Die Produktion wurde wegen des geringen Abstandes des Publikums kritisiert. Ein Sprecher von Tresor Productions erklärte daraufhin, dass das Programm den Vorgaben des örtlichen Gesundheitsamtes entspreche.
Während der Produktion von Staffel 3 fiel Moderator Daniel Hartwich nach der ersten Folge krankheitsbedingt aus. Deshalb übernahm von Folge 2 bis 6 je ein(e) RTL-Moderator(in) vertretungsweise die Moderation.

## Ausstrahlung
I Can See Your Voice debütierte am 18. August 2020 als Teil einer sogenannten RTL-PowerWoche,  bevor die weitere Produktion pandemiebedingt eingestellt wurde. Die zweite Staffel begann am 30. März 2021, eine Woche nach dem Finale der vierten Staffel von The Masked Singer, einem Konkurrenzprogramm auf ProSieben. Die dritte Staffel startete am 24. Juli 2022. Aufgrund schlechter Einschaltquoten wurde die Ausstrahlung der Folgen 4 bis 6 vom 19. August bis zum 2. September 2022 ins Nachtprogramm verlegt.

## Staffel 1 (Sommer 2020)

### Moderation und Promi-Rateteam
| Episode | Moderator       | Promi-Rateteam  | Promi-Rateteam  | Promi-Rateteam | Promi-Rateteam | Promi-Rateteam |
| ------- | --------------- | --------------- | --------------- | -------------- | -------------- | -------------- |
| 1       | Daniel Hartwich | Thomas Hermanns | Evelyn Burdecki | Tim Mälzer     | Judith Rakers  | Jorge González |
| 2       | Daniel Hartwich | Thomas Hermanns | Evelyn Burdecki | Tim Mälzer     | Judith Rakers  | Jorge González |

### Gastkünstler, Kandidaten und Mystery-Sänger
| Episode | Episode         | Gastkünstler | Kandidat       | Mystery-Sänger (mit ihrer Rollennummer und Rollenname) | Mystery-Sänger (mit ihrer Rollennummer und Rollenname) | Mystery-Sänger (mit ihrer Rollennummer und Rollenname) | Mystery-Sänger (mit ihrer Rollennummer und Rollenname) | Mystery-Sänger (mit ihrer Rollennummer und Rollenname) | Mystery-Sänger (mit ihrer Rollennummer und Rollenname) | Mystery-Sänger (mit ihrer Rollennummer und Rollenname) |
| #       | Datum           | Gastkünstler | Kandidat       | Ausscheidungsreihenfolge                               | Ausscheidungsreihenfolge                               | Ausscheidungsreihenfolge                               | Ausscheidungsreihenfolge                               | Ausscheidungsreihenfolge                               | Ausscheidungsreihenfolge                               | Gewinner                                               |
| #       | Datum           | Gastkünstler | Kandidat       | Erster Eindruck                                        | Lip-sync                                               | Lip-sync                                               | Fakt oder Fake                                         | Fakt oder Fake                                         | Kreuzverhör                                            | Gewinner                                               |
| ------- | --------------- | ------------ | -------------- | ------------------------------------------------------ | ------------------------------------------------------ | ------------------------------------------------------ | ------------------------------------------------------ | ------------------------------------------------------ | ------------------------------------------------------ | ------------------------------------------------------ |
| 1       | 18. August 2020 | Sasha        | Nicole Schmurr | 7. Daniel Klotz (Luftgitarren-Rocker)                  | 3. Aubrey Martell (Soul Sister)                        | 6. Jannis Romeikat (Solo Entertainer)                  | 1. Lois Zarculea (Bodybuilder)                         | 5. Pam Pengco (Drag Queen)                             | 2. Marius Bear (Schweizer Musiker)                     | 4. Sebastian Winkler (Knochenbrecher)                  |
| 2       | 19. August 2020 | Vanessa Mai  | Picco          | 3. Sabrina Torkel (Schlagerfan)                        | 1. Saskia Nike Schultheis (Opernstudentin)             | 7. Mona Schafnitzl (Miss Oberbayern)                   | 4. Nicolas Dinkel (Hardrocker)                         | 5. Gisele Abramoff (Amazonas Queen)                    | 2. Jayden Yard (Stripper)                              | 5. Julia Schneider (Gamerin)                           |

### Einschaltquoten und Rezeption
| Nr. | Episodentitel | Datum der Ausstrahlung | Zeitpunkt (CET) | Quote – unter allen Zuschauern | Zuschauer (in Mio.) – unter allen Zuschauern | Quote – Erwachsene im Alter 18–49 | Zuschauer (in Mio.) – Erwachsene im Alter 18–49 | Quelle        |
| --- | ------------- | ---------------------- | --------------- | ------------------------------ | -------------------------------------------- | --------------------------------- | ----------------------------------------------- | ------------- |
| 1   | „Sasha“       | 18. August 2020        | Dienstag 20:15  | 11,1 %                         | 2,14                                         | 13,1 %                            | 0,98                                            | [ 25 ] [ 26 ] |
| 2   | „Vanessa Mai“ | 19. August 2020        | Mittwoch 20:15  | 7,1 %                          | 1,85                                         | 11,1 %                            | 0,79                                            | [ 27 ] [ 28 ] |

## Staffel 2 (Frühling 2021)

### Moderation und Promi-Rateteam
| Episode | Moderator       | Promi-Rateteam  | Promi-Rateteam | Promi-Rateteam      | Promi-Rateteam  | Promi-Rateteam       |
| ------- | --------------- | --------------- | -------------- | ------------------- | --------------- | -------------------- |
| 1       | Daniel Hartwich | Thomas Hermanns | Motsi Mabuse   | Ilka Bessin         | Oliver Pocher   | Victoria Swarovski   |
| 2       | Daniel Hartwich | Thomas Hermanns | Tim Mälzer     | Caroline Frier      | Jorge González  | Ross Antony          |
| 3       | Daniel Hartwich | Thomas Hermanns | Tim Mälzer     | Sophia Thomalla     | Sasha           | Jürgen von der Lippe |
| 4       | Daniel Hartwich | Thomas Hermanns | Tim Mälzer     | Sophia Thomalla     | Michael Kessler | Oliver Geissen       |
| 5       | Daniel Hartwich | Thomas Hermanns | Tim Mälzer     | Sabrina Mockenhaupt | Jorge González  | Lili Paul-Roncalli   |
| 6       | Daniel Hartwich | Thomas Hermanns | Tim Mälzer     | Sabrina Mockenhaupt | Joachim Llambi  | Ross Antony          |

### Gastkünstler, Kandidaten und Mystery-Sänger
| Episode | Episode        | Gastkünstler         | Kandidat | Mystery-Sänger (mit ihrer Rollennummer und Rollenname) | Mystery-Sänger (mit ihrer Rollennummer und Rollenname) | Mystery-Sänger (mit ihrer Rollennummer und Rollenname) | Mystery-Sänger (mit ihrer Rollennummer und Rollenname) | Mystery-Sänger (mit ihrer Rollennummer und Rollenname) | Mystery-Sänger (mit ihrer Rollennummer und Rollenname) | Mystery-Sänger (mit ihrer Rollennummer und Rollenname) |
| #       | Datum          | Gastkünstler         | Kandidat | Ausscheidungsreihenfolge                               | Ausscheidungsreihenfolge                               | Ausscheidungsreihenfolge                               | Ausscheidungsreihenfolge                               | Ausscheidungsreihenfolge                               | Ausscheidungsreihenfolge                               | Gewinner                                               |
| #       | Datum          | Gastkünstler         | Kandidat | Erster Eindruck                                        | Lip-sync                                               | Lip-sync                                               | Fakt oder Fake                                         | Fakt oder Fake                                         | Kreuzverhör                                            | Gewinner                                               |
| ------- | -------------- | -------------------- | -------- | ------------------------------------------------------ | ------------------------------------------------------ | ------------------------------------------------------ | ------------------------------------------------------ | ------------------------------------------------------ | ------------------------------------------------------ | ------------------------------------------------------ |
| 1       | 30. März 2021  | The BossHoss         | Marleen  | 2. Alessandro (Country-Sänger)                         | 4. Sinikka Monte (Fitness-Model)                       | 6. Dino Ganic (Radiomoderator)                         | 7. Kimberly Kamminga (Mechatronikerin)                 | 5. Denis Henning (Karnevals-Jeck)                      | 1. Nadine Bittl (Anime-Fan)                            | 4. Solanny Kiko (Krankenschwester)                     |
| 2       | 6. April 2021  | Barbara Schöneberger | Niels    | 6. Luciene Schwab (Sambatänzer)                        | 1. Anna Chumanskaya (Übersetzerin)                     | 5. Lusine Khatcharyan (Konzertpianistin)               | 3. Sarah Alawuru (Politikerin)                         | 7. Stefan Paßerschroer (Kaninchenzüchter)              | 2. Lars Lich (Footballer)                              | 4. Julian Fiege (Jeansverkäufer)                       |
| 3       | 13. April 2021 | Maite Kelly          | Kristin  | 1. Jenny Kim Thiem (Schlangenakrobatin)                | 2. Mika Setzer (Fußballer)                             | 5. Walter Golczyk (Waldbademeister)                    | 4. Theresa Brückner (Gospelsängerin)                   | 7. Lynn Limbertz (Skater-Girl)                         | 3. Ingmar Björn Nolting (Fotograf)                     | 6. Annika Strauss (Horrorfilm-Queen)                   |
| 4       | 20. April 2021 | Hartmut Engler       | Katja    | 2. Jessica Noll (Parfümeriefachverkäuferin)            | 1. Berhane Berhane (Comedian)                          | 5. Tara Bosshard (Empfangssekretärin)                  | 3. Kevin Derbas (Make-up-Artist)                       | 7. Susanne Kiewning (Wedding Plannerin)                | 6. Alexander Schmied (Kunstschmied)                    | 4. Simone Ravera (Hobby-Astronautin)                   |
| 5       | 27. April 2021 | Jeanette Biedermann  | Jenny    | 5. Linda Erfolg (Club DJ)                              | 2. Diego Daniele (Mechatroniker)                       | 7. Naemi Haas (Candy Girl)                             | 6. Elijah Knight (Eishockeytorwart)                    | 1. Annika Hoenig (Theaterdirektorin)                   | 3. Alexandra-Yoana Alexandrova (Ballerina)             | 4. Alan Mathison (Kassierer)                           |
| 6       | 4. Mai 2021    | Max Mutzke           | Mandy    | 5. Anna Roura-Maldonado (Ballett-Tänzerin)             | 3. Giuseppe Rinaldo (Friseur)                          | 6. Tamara Verma (Feuertänzerin)                        | 1. Hanspeter Zeifel (Lokomotivführer)                  | 2. Julia Heiser (Märchenprinzessin)                    | 7. Carolin Drzisga (Animateurin)                       | 4. Mary Vogel (Rockabella)                             |

### Einschaltquoten und Rezeption
| Nr. | Episodentitel          | Datum der Ausstrahlung | Zeitpunkt (CET) | Quote – unter allen Zuschauern | Zuschauer (in Mio.) – unter allen Zuschauern | Quote – Erwachsene im Alter 18–49 | Zuschauer (in Mio.) – Erwachsene im Alter 18–49 | Quelle        |
| --- | ---------------------- | ---------------------- | --------------- | ------------------------------ | -------------------------------------------- | --------------------------------- | ----------------------------------------------- | ------------- |
| 1   | „The BossHoss“         | 30. März 2021          | Dienstag 20:15  | 7,6 %                          | 2,3                                          | 14,3 %                            | 1,11                                            | [ 34 ] [ 35 ] |
| 2   | „Barbara Schöneberger“ | 6. April 2021          | Dienstag 20:15  | 6,4 %                          | 2,02                                         | 11,0 %                            | 0,95                                            | [ 36 ] [ 37 ] |
| 3   | „Maite Kelly“          | 13. April 2021         | Dienstag 20:15  | 6,5 %                          | 2,04                                         | 11,4 %                            | 0,98                                            | [ 38 ] [ 39 ] |
| 4   | „Hartmut Engler“       | 20. April 2021         | Dienstag 20:15  | 5,0 %                          | 1,51                                         | 7,4 %                             | 0,64                                            |               |
| 5   | „Jeanette Biedermann“  | 27. April 2021         | Dienstag 20:15  | 6,0 %                          | 1,84                                         | 10,2 %                            | 0,83                                            |               |
| 6   | „Max Mutzke“           | 4. Mai 2021            | Dienstag 20:15  | 6,3 %                          | 1,90                                         | 10,9 %                            | 0,83                                            |               |

## Staffel 3 (Sommer 2022)

### Moderation und Promi-Rateteam
| Episode | Moderator       | Promi-Rateteam  | Promi-Rateteam  | Promi-Rateteam   | Promi-Rateteam  | Musikstar         |
| ------- | --------------- | --------------- | --------------- | ---------------- | --------------- | ----------------- |
| 1       | Daniel Hartwich | Thomas Hermanns | Anna Loos       | Chantal Janzen   | Max Giermann    | Yvonne Catterfeld |
| 2       | Oliver Pocher   | Sasha           | Jorge González  | Evelyn Burdecki  | Max Giermann    | Tim Bendzko       |
| 3       | Laura Wontorra  | Mirja Boes      | Jorge González  | Frank Buschmann  | Max Mutzke      | Thomas Anders     |
| 4       | Jan Köppen      | Bülent Ceylan   | Jorge González  | Judith Williams  | Tim Mälzer      | Giovanni Zarrella |
| 5       | Sonja Zietlow   | Reiner Calmund  | Sarah Engels    | Uwe Ochsenknecht | Max Mutzke      | Ilse DeLange      |
| 6       | Oliver Geissen  | Thomas Hermanns | Evelyn Burdecki | DJ Ötzi          | Frank Buschmann | Johannes Strate   |

### Gastkünstler, Kandidaten und Mystery-Sänger
| Episode | Episode           | Musikstar         | Kandidatenpaar       | Mystery-Sänger (mit ihrer Rollennummer und Rollenname) | Mystery-Sänger (mit ihrer Rollennummer und Rollenname) | Mystery-Sänger (mit ihrer Rollennummer und Rollenname) | Mystery-Sänger (mit ihrer Rollennummer und Rollenname) | Mystery-Sänger (mit ihrer Rollennummer und Rollenname) | Mystery-Sänger (mit ihrer Rollennummer und Rollenname) | Mystery-Sänger (mit ihrer Rollennummer und Rollenname) | Mystery-Sänger (mit ihrer Rollennummer und Rollenname) |
| #       | Datum             | Musikstar         | Kandidatenpaar       | Ausscheidungsreihenfolge                               | Ausscheidungsreihenfolge                               | Ausscheidungsreihenfolge                               | Ausscheidungsreihenfolge                               | Ausscheidungsreihenfolge                               | Ausscheidungsreihenfolge                               | Ausscheidungsreihenfolge                               | Gewinner                                               |
| #       | Datum             | Musikstar         | Kandidatenpaar       | Lip-sync                                               | Lip-sync                                               | Lip-sync                                               | Lip-sync                                               | 3-2-1 Ton an!                                          | 3-2-1 Ton an!                                          | Fakt oder Fake & Kreuzverhör                           | Gewinner                                               |
| ------- | ----------------- | ----------------- | -------------------- | ------------------------------------------------------ | ------------------------------------------------------ | ------------------------------------------------------ | ------------------------------------------------------ | ------------------------------------------------------ | ------------------------------------------------------ | ------------------------------------------------------ | ------------------------------------------------------ |
| 1       | 24. Juli 2022     | Yvonne Catterfeld | Nico und Jonathan    | 8. Ornella Mikwasa (Speditionskauffrau)                | 4. Mark Selinger (Sportlehrer)                         | 6. Chiara (Modedesignstudentin)                        | 3. Melanie Anton (Zimmermädchen)                       | 2. Menhatch (Eiskunstläufer)                           | 1. Amina Hero (Folkloretänzerin)                       | 7. Adrian Jaha (Vermögensberater)                      | 5. Claus Ostertag (Dessousverkäufer)                   |
| 2       | 31. Juli 2022     | Tim Bendzko       | Kerstin und Melinda  | 2. Alfredo Cleto Batista (Installateur)                | 1. Jana Blasius (Flugbegleiterin)                      | 7. Jens Bubenek (Boyband-Fan)                          | 3. Jessica Movahed Fard (Friseurin)                    | 6. Amina Majetić (Dirigentin)                          | 5. Werner Hohenegger (Magier)                          | 8. Roli-Ann Neubauer (Basketballspielerin)             | 4. Remo Forrer (Immobilienmakler)                      |
| 3       | 7. August 2022    | Thomas Anders     | Tanja und Stefan     | 6. Onaquel Herbas (Grafikdesigner)                     | 3. Kolinda Brozovic (Trekkie)                          | 4. Patric Scott (Cellist)                              | 5. Laila (Bauchtänzerin)                               | 2. William Pfeiffer (Gebäudereiniger)                  | 7. Aylin (Kampfsportlerin)                             | 8. Mike Lancero (DJ)                                   | 1. Kira Reed (Tennisspielerin)                         |
| 4       | 19. August 2022   | Giovanni Zarrella | Magdalena und Amelie | 2. Tatjana Schulte (Meghan-Markle-Double)              | 3. Torsten Rico Hoffmann (Justizvollzugsbeamter)       | 1. Julia Schmid (Line-Dance-Weltmeisterin)             | 5. Emma (Rhythmische Sportgymnastin)                   | 8. Mirco Köstring (Hochzeitssänger)                    | 6. Alexandra Kiefer (Baumarktkassiererin)              | 4. Karolin Konert (Psychologin)                        | 7. Christopher Clark (Rezeptionist)                    |
| 5       | 26. August 2022   | Ilse DeLange      | Silke und Kurt       | 8. Maria Krämer (Model)                                | 4. Sylvia Heudecker (Stuntfrau)                        | 3. Arina Prokofyeva (Poledancerin)                     | 6. Sandra Zuna (Cosplayerin)                           | 1. Isaak Guderian (Pfadfinder)                         | 2. Chananja Schulz (Gospelsängerin)                    | 7. Markus Lunau (Trauerredner)                         | 5. Mick Hey (Maler)                                    |
| 6       | 2. September 2022 | Johannes Strate   | Nathalie und Peter   | 3. Valeria Lav (Arzthelferin)                          | 4. Claudia Homberg (Cheerleaderin)                     | 7. Kaye-Ree (Feuerwehrfrau)                            | 1. Natascha Gurt (Sanitäterin)                         | 5. Daniel Johnson (Barkeeper)                          | 8. Christian Deußen (Gardetänzer)                      | 6. Janine Bachata (Salsatänzerin)                      | 2. Rudi Enns (Reiter)                                  |